# Бурнаш (Симферопольский район)
Бурна́ш (укр. Бурнаш, крымскотат. Burnaş, Бурнаш) — исчезнувшее село в Симферопольском районе Крыма, располагавшееся на севере района, недалеко от места слияния рек Зуя и Бештерек, на левом берегу, примерно в 2 км на юго-восток от современного села Харитоновка.

## История
Первое документальное упоминание села встречается в Камеральном Описании Крыма… 1784 года, судя по которому, в последний период Крымского ханства Бурнаш входил в Ашага Ичкийский кадылык Акмечетского каймаканства. После присоединения Крыма к России (8) 19 апреля 1783 года, (8) 19 февраля 1784 года, именным указом Екатерины II сенату, на территории бывшего Крымского Ханства была образована Таврическая область и деревня была приписана к Симферопольскому уезду. После Павловских реформ, с 1796 по 1802 год, входила в Акмечетский уезд Новороссийской губернии. По новому административному делению, после создания 8 (20) октября 1802 года Таврической губернии, Бурнаш был включён в состав Кадыкойскои волости Симферопольского уезда.
По Ведомости о всех селениях в Симферопольском уезде состоящих с показанием в которой волости сколько числом дворов и душ… от 9 октября 1805 года в деревне Бурнаш числилось 12 дворов и 75 жителей, исключительно крымских татар. На военно-топографической карте генерал-майора Мухина 1817 года обозначен Бурнаш с 12 дворами. После реформы волостного деления 1829 года деревню Бурнаш, согласно «Ведомости о казённых волостях Таврической губернии 1829 года», переподчинили из Кадыкойской волости в Айтуганскую. На карте 1836 года в деревне 12 дворов, а на карте 1842 года Бурнаш обозначен условным знаком «малая деревня», то есть, менее 5 дворов.
В 1860-х годах, после земской реформы Александра II, деревню приписали к Зуйской волости. В «Списке населённых мест Таврической губернии по сведениям 1864 года», составленном по результатам VIII ревизии 1864 года, Бурнаш — владельческая татарская деревня, с 5 дворами, 30 жителями и мечетью при речкѣ Бештерекѣ. По обследованиям профессора А. Н. Козловского начала 1860-х годов, в селении имелись колодцы с пресной водой глубиной 10—15 саженей (21—33 м). На трёхверстовой карте 1865—1876 года в деревне Бурнаш 8 дворов. В «Памятной книге Таврической губернии 1889 года» по результатам Х ревизии 1887 года записан Бурнаш, уже Сарабузской волости, с 10 дворами и 66 жителями.
После земской реформы 1890-х годов деревню передали в состав новой Подгородне-Петровской волости. По «…Памятной книжке Таврической губернии на 1892 год» в деревне Бурнаш, входившей Сарабузское сельское общество, числился 41 житель в 7 домохозяйствах. По «…Памятной книжке Таврической губернии на 1902 год» в деревне Бурнаш, входившей в Сарабузское сельское общество, числилось 48 жителей в 7 домохозяйствах. По Статистическому справочнику Таврической губернии. Ч.II-я. Статистический очерк, выпуск шестой Симферопольский уезд, 1915 год, в деревне Бурнаш Подгородне-Петровской волости Симферопольского уезда числилось 6 дворов со смешанным населением без приписных жителей, но с 11 — «посторонними», из которых 6 мужчин и 5 женщин. Жители владели 266 десятинами удобной земли. В хозяйствах имелось 40 лошадей, 1 корова и 150 голов мелкого скота. Согласно списку 1915 года «…русских подданных из австрийских, венгерских или германских выходцев» землевладельцев, опубликованном в газете «Таврические губернские ведомости» в апреле 1915 года, при деревне Бурнаш значится Вибе Иоган Иоганович, владевший 112 десятинамипахотной и 1 десятиной усадебной земли.
После установления в Крыму Советской власти и учреждения 18 октября 1921 года Крымской АССР, в составе Симферопольского уезда был образован Сарабузский район, в состав которого включили усадюбу Кашик-Дегирмен, а в 1922 году уезды получили название округов. 11 октября 1923 года, согласно постановлению ВЦИК, в административное деление Крымской АССР были внесены изменения, в результате которых был ликвидирован Сарабузский район и село включили в состав Симферопольского. Согласно Списку населённых пунктов Крымской АССР по Всесоюзной переписи 17 декабря 1926 года, в селе Бурнаш, Ново-Андреевского сельсовета Симферопольского района, числилось 19 дворов, из них 18 крестьянских, население составляло 85 человек, из них 39 русских, 38 татар и 18 украинцев. Постановлением КрымЦИКа «О реорганизации сети районов Крымской АССР» от 15 сентября 1930 года был создан немецкий национальный (лишённый статуса национального постановлением Оргбюро ЦК КПСС от 20 февраля 1939 года) Биюк-Онларский район (с 1944 года — Октябрьский район), в который включили село вместе с сельсоветом.
Последнее доступное документальное сведение о селе встречается на двухкилометровой карте РККА 1942 года.

## Динамика численности населения
| - 1805 год — 75 чел. - 1864 год — 30 чел. - 1889 год — 66 чел. - 1892 год — 41 чел. | - 1900 год — 48 чел. - 1915 год — 0/11 чел. - 1926 год — 85 чел. |